# Macrocera vittata
Macrocera vittata is een muggensoort uit de familie van de Keroplatidae. De wetenschappelijke naam van de soort is voor het eerst geldig gepubliceerd in 1830 door Meigen.